# Индигови змии
Индиговите змии (Drymarchon) са род влечуги от семейство Смокообразни (Colubridae).
Таксонът е описан за пръв път от австрийския зоолог Леполод Фицингер през 1843 година.

## Видове
- Drymarchon caudomaculatus
- Drymarchon corais – Индигова змия
- Drymarchon couperi
- Drymarchon kolpobasileus
- Drymarchon margaritae
- Drymarchon melanurus